# Antón García Abril
Antón García Abril (Teruel, 19 maggio 1933 – Madrid, 17 marzo 2021) è stato un compositore spagnolo.
Apparteneva alla cosiddetta Generazione del 51.

## Biografia
Dopo gli studi nel Conservatorio Reale di Madrid, frequentò l'Accademia Musicale Chigiana di Siena, passando poi all'Accademia Nazionale di Santa Cecilia di Roma.
Tra il 1974 e il 2003 fu docente di Composizione e forma musicale (Composición y Formas Musicales) del Real Conservatorio Superior de Música di Madrid. Nel 1982 fu eletto membro della Real Academia de Bellas Artes de San Fernando di Madrid e nel 2008 fu introdotto nella Real Academia de Bellas Artes de San Carlos di Valencia. Fu anche Presidente onorario della Real Academia de Nobles y Bellas Artes de San Luis. Ricevette il Premio Nacional de Música de España. Nel 2005 fu insignito dell'Ordine civile di Alfonso X il Saggio e nel 2006 ricevette il VI Premio Iberoamericano de la Música Tomás Luis de Victoria, considerato l'equivalente del Premio Miguel de Cervantes della musica classica.
È morto nel marzo del 2021 per complicazioni da COVID-19.

## Vita personale
Era padre dell'architetto Antón García-Abril fondatore insieme a Débora Mesa del Ensemble Studio (2000, Boston, MA).

## Opere
Compose musica orchestrale, da camera e brani vocali. Si era particolarmente distinto nel ruolo di autore di musiche per film e per serie televisive come El hombre y la tierra di Félix Rodríguez de la Fuente, Fortunata y Jacinta, Anillos de oro, Segunda enseñanza, Brigada Central, Ramón y Cajal, La ciudad no es para mí, Compuesta y sin novio e Requiem por Granada.
Nel 1966 realizzò la colonna sonora della pellicola Texas, Adiós, uno spaghetti western con protagonista Franco Nero. Nel 1969 lavorò con il cineasta madrileno Rafael Romero Marchent per la colonna sonora del film Manos torpes, un altro spaghetti western.
In campo vocale si possono segnalare le sue canzoni magistralmente registrate su disco da Ainhoa Arteta.
Compose l'Himno de Aragón su incarico della Cortes de Aragón, che dal 1989 è l'inno ufficiale dell'Aragona.
La sua opera concertistica, di carattere prevalentemente sinfonico, intende integrare la tradizione nazionalista spagnola con gli apporti dell'avanguardia attuale. Tuttavia, negli ultimi anni la musica di Garcia Abril sembra tendere più al nazionalismo che all'avanguardia. È considerato uno studioso e un ammiratore della melodia, che di solito decora con frequenti cambi di ritmo e un'orchestrazione spesso esplosiva.
Nel 2010, nasce la Fundación Antón García Abril (riconosciuta dal Ministero della Cultura spagnolo) con lo scopo di diffonderne e conservare le opere oltre a quello di far conoscere la musica spagnola.

## Selezione di composizioni
- Sonatina (per pianoforte, 1954)
- Doce canciones sobre texto de Rafael Alberti (per voce e orchestra, 1969)
- Hemeroscopium (per orchestra, 1972)
- Concierto Aguediano (per chitarra e orchestra, 1976)
- Alegrìas (cantata per contrabbasso, mezzosoprano, voce recitante e orchestra, 1979)
- Evocaciones (suite (per chitarra, 1981)
- Sonatina del Guadalquivir (per pianoforte, 1982)
- Preludes de Mirambel (per pianoforte, 1984-86)
- Concierto Mudéjar (per chitarra e orchestra d'archi, 1986)
- Fantasìa Mediterránea (per chitarra, 1987)
- Vademecum (collezione di 12 pezzi per chitarra, 1987)
- Homenaje a Mompou (per violino, violoncello e pianoforte, 1988)
- Divinas palabras (opera da Ramón del Valle-Inclán, 1992, prima esecuzione 1997)
- Concierto per pianoforte e orchestra (1994)
- Cuarteto de Agrippa (per clarinetto, violino, violoncello e pianoforte, 1994)
- Sonata del Pórtico (per chitarra, 1994)
- Tres Preludios urbanos (per chitarra, 1995)
- Nocturnos de la Antequeruela (per pianoforte e orchestra, 1996)
- Concierto de las tierras altas (per violoncello e orchestra, 1999)
- Concierto de la Malvarrosa (per flauto, pianoforte e archi, 2001)
- Quarteto para el Nuevo Milenio (per quartetto d'archi, 2005)
- Alba de los caminos (per quintetto d'archi e pianoforte, 2007).
- Madre Asturias (per tenore e pianoforte)
- Cantos de Ordesa, Concerto per viola e orchestra (2012)

### Musica per il cinema e la televisione
Tra il 1956 e il 1994, più di 150 composizioni per il cinema e la televisione, tra cui:
- Colonna sonora del film Muchachas de azul (1957)
- Colonna sonora del film I fuorilegge della valle solitaria (1961)
- Colonna sonora del film Franco: ese hombre (1964)
- Colonna sonora del film La chica del trébol (1964)
- Colonna sonora del film La ciudad no es para mí (1965)
- Colonna sonora del film Texas addio (1966)
- Colonna sonora del film Sor Citroen (1967)
- Colonna sonora del film Los chicos del Preu (1967)
- Parte della colonna sonora del film ...4..3..2..1...morte (1967)
- Colonna sonora del film Il cobra (1967)
- Colonna sonora del film El turismo es un gran invento (1968)
- Colonna sonora del film Manos torpes (1969)
- Colonna sonora del film Crimen imperfecto (1970)
- Colonna sonora del film Vente a Alemania, Pepe (1971)
- Colonna sonora del film Las Ibéricas F.C. (1971)
- Colonna sonora del film La graduada (1971)
- Colonna sonora del film Le tombe dei resuscitati ciechi (1971)
- Colonna sonora della serie televisiva Los camioneros (1972)
- Colonna sonora del film Pancho Villa - I tre del mazzo selvaggio (1972)
- Colonna sonora del film La cavalcata dei resuscitati ciechi (1973)
- Colonna sonora della serie televisiva El hombre y la Tierra (1974)
- Colonna sonora del film La nave maledetta'' (1974)
- Colonna sonora del film L'Abbraccio mortale di Lorelei'' (1974)
- Colonna sonora del film La notte dei resuscitati ciechi (1975)
- Colonna sonora del film Historia de 'S' (1979)
- Colonna sonora della serie televisiva  Fortunata y Jacinta (1980)
- Colonna sonora del film L'alveare (1982)
- Colonna sonora della serie televisiva  La máscara negra (1982)
- Colonna sonora della serie televisiva  Ramón y Cajal (1982)
- Colonna sonora della serie televisiva Los desastres de la guerra (1983)
- Colonna sonora della serie televisiva Anillos de Oro (1983)
- Colonna sonora del film I santi innocenti (1984)
- Colonna sonora del film Monsignor Quixote (1985)
- Colonna sonora della serie televisiva Segunda enseñanza (1986)